# Windows (tecla)
La tecla Windows (⊞ Win), también conocida como tecla Inicio o tecla Súper en sistemas *NIX, es una tecla del teclado de computadora para Microsoft Windows, introducido originalmente para el sistema operativo Windows 95.
En los teclados que no la poseen, la combinación de Ctrl+Esc puede ser una alternativa, aunque sin algunas funciones que van a depender de su sistema operativo.
Históricamente, la adición de dos teclas Windows y una tecla de menú marcó el cambio del teclado de 101-102 teclas a uno de 104-105. En comparación con la disposición anterior, una tecla Windows fue colocada entre las teclas Control izquierda y Alt izquierda; otra tecla Windows y una tecla de menú —inmediatamente a su derecha— fueron puestas entre la tecla AltGr (o la tecla Alt derecha en los teclados que carecen de AltGr) y la tecla Control derecha. En portátiles y otros teclados compactos es común tener una sola tecla ⊞ Win (normalmente a la izquierda). Además, en series de entretenimiento de Microsoft Desktop (diseñado para Windows Vista), la tecla Windows está en el centro del teclado, por debajo de todas las otras teclas (donde descansan los pulgares del usuario).

## Licencia
Microsoft regula la aparición de la tecla de Windows con una licencia especialmente diseñada para los fabricantes del teclado ("Microsoft Windows Logo tecla con el logotipo de licencia para teclado de fabricantes"). Con la introducción de un nuevo logotipo de Microsoft Windows, utilizado por primera vez con Windows XP, se actualizó el acuerdo para exigir el nuevo diseño que adoptar para todos los teclados fabricados después del 1 de septiembre de 2003. Sin embargo, con el lanzamiento de Windows Vista, Microsoft publicó directrices para un nuevo logotipo de Windows clave que incorpora el logotipo de Windows, que se encuentra en un círculo reducido, con un ratio de contraste de al menos 3:1 con respecto al contexto en el que la clave se aplica. 
En Common Building Block teclado especificaciones, todo teclado CBB conforme deberá ajustarse a las especificaciones de hardware de Windows Vista Start Button a partir de 2007-06-01. Los teclados de algunos fabricantes ya incorporaron este nuevo diseño en su gama de teclados.

## Uso con Windows
En el Shell de Windows estándar, pulsar y soltar la tecla Windows en sí mismo se abre el menú de Inicio (centrando el cuadro de búsqueda rápida en Windows Vista, Windows 7 y Windows 10). 
Si se pulsa la tecla de Windows, los juegos de PC abiertos, u otros programas similares en la barra de tareas, no aparecerán, estos se reducirán al mínimo, sin salir del programa. Los jugadores pueden encontrar esto útil si se desea abrir otra aplicación sin salir del programa que están usando. 
Al presionar la tecla en combinación con otras teclas permite invocar muchas funciones comunes a través del teclado. Las combinaciones de teclas de Windows ("atajos") disponibles y activos en una sesión de Windows depende de muchos factores, incluyendo las opciones de accesibilidad, el tipo de la sesión (ordinaria o Servicios de Terminal Server), la versión de Windows, la presencia de programas informáticos específicos, tales como IntelliType, y otros. La sección de enlaces externos a continuación ofrece una lista de artículos de Microsoft con más detalles. 
En Windows Vista, es también un botón de inicio de hardware. Se envía el mismo código de exploración como una tecla regular de Windows, pero el hardware es a su vez compatible en el equipo.

## Accesos directos
Pulsar la tecla de Windows abre o cierra el menú Inicio. Ctrl+Esc duplican esta funcionalidad, pero no se puede utilizar con cualquier otro atajo.

### Accesos directos de Microsoft Windows
Desde Windows XP
- ⊞ Win+B: selecciona el primer icono en el área de notificación.
- ⊞ Win+D: muestra el escritorio, o vuelve a mostrar las ventanas ocultas cuando se pulsa una segunda vez.
- ⊞ Win+E: abre el Explorador de Windows.
- ⊞ Win+F: abre la búsqueda.
- ⊞ Win+Ctrl+F: abre Buscar equipos (requiere el dominio de Active Directory Services).
- ⊞ Win+F1: abre la Ayuda.
- ⊞ Win+L: bloquea el escritorio o cambia de usuario.
- ⊞ Win+M: minimiza todas las ventanas; ⊞ Win+⇧ Mayús+M restaura las ventanas que se minimizaron con la combinación de teclas anterior.
- ⊞ Win+R: abre el cuadro de diálogo Ejecutar.
- ⊞ Win+U: abre el Administrador de Utilidades de Windows XP.
- ⊞ Win+Pausa: abre el diálogo Propiedades del sistema.

Introducidos en Windows XP Media Center Edition
- ⊞ Win+Alt+↵ Entrar: inicia Windows Media Center

Introducidos en Windows Vista
- ⊞ Win+G: selecciona el siguiente gadget de Windows Sidebar.
- ⊞ Win+Espacio: muestra la Sidebar.
- ⊞ Win+X: abre el Centro de movilidad de Windows.
- ⊞ Win+Tab ↹: conmuta entre ventanas utilizando el efecto Flip 3D (necesita Aero).
- ⊞ Win+1 al 0: ejecuta el programa correspondiente en la barra de Inicio rápido.

Introducidos en Windows 7
- ⊞ Win+Espacio: activa Aero Peek.
- ⊞ Win+P: abre un conmutador para activar la presentación en un proyector o extender la pantalla hacia otro monitor.
- ⊞ Win+↑: maximiza la ventana activa.
- ⊞ Win+↓: desmaximiza la ventana activa.
- ⊞ Win+← o ⊞ Win+→: ajusta la ventana al lado respectivo de la pantalla.
- ⊞ Win+T: alterna entre los elementos en la barra de tareas.
- ⊞ Win++: acerca la imagen de la pantalla hacia la posición del cursor del ratón con la herramienta Lupa.
- ⊞ Win+–: aleja la imagen si la pantalla está magnificada.

Algunos programas de terceros pueden introducir otros accesos directos usando la tecla del logotipo de Windows.

## Uso en otros sistemas operativos
La tecla Windows en general también puede ser utilizada bajo diferentes sistemas operativos. Bajo Unix y sistemas operativos que se utiliza a menudo como la tecla Meta o componer tecla. 
Los entornos de escritorio tales como KDE y GNOME para GNU / Linux de apoyo, aunque puede ser necesario para configurar sus funciones después de la instalación. Los sistemas operativos libres a menudo se refieren a la tecla como "meta" o "Súper". 
En Compiz, un gestor de ventanas popular para los sistemas modernos de Linux, la tecla Súper se utiliza en combinación con la rueda de desplazamiento para acercar o de cualquier parte del escritorio.
Mac OS X de Apple utiliza la tecla Windows como un reemplazo de la tecla Comando si una tercera parte del teclado que se utiliza no incluye el último. Esto a veces conduce a problemas de colocación para los usuarios que utilizan teclados de Apple sin embargo, como la tecla Comando generalmente se coloca en la tecla Alt se encuentra en la mayoría de los teclados (al lado de la barra espaciadora).
Cuando se usa un teclado en la consola Xbox 360, al pulsar la tecla Windows realiza la misma acción que el botón Guía del mando de Xbox 360 o mandos a distancia, la apertura de la Guía de Xbox en el juego. Además, mantener presionada la tecla Windows y pulsando M abre una ventana de conversación de hasta más de un juego si una conversación de mensajes instantáneos está en curso.
Cuando se usa un teclado USB con la tecla para la entrada de una consola PlayStation 3, al pulsar la tecla ⊞ Win realiza la misma acción que el botón PS en el controlador Sixaxis, abriendo la XrossMediaBar.